# Ли, Джонна
Джо́нна Ли Пэ́нгбёрн (англ. Jonna Lee Pangburn; род. 6 ноября 1963, Глендейл, Калифорния) — американская актриса, художница и скульптор.

## Биография
Джонна Ли Пэнгбёрн родилась 6 ноября 1963 года в Глендейле (штат Калифорния, США). В 1981 году Джонна окончила среднюю школу Джона Берроуза в Бербанке. После окончания школы переехала в Голливуд и продолжала актёрскую карьеру на протяжении 1980-х годов, став статистом в фильме «Zapped», «Она написала убийство», также сыграв главную роль в кинодебюте, снявшись в паре с Джаддом Нельсоном в фильме 1984 года «Making The Grade».

## Карьера
Джонна дебютировала в кино в 1983 году, сыграв роль Лизы в эпизоде «Быстрый переулок» телесериала «Ти Джей Хукер». Также в этом году Ли сыграла роль Джулии Ширер № 2 в телесериале «Другой мир». Всего она сыграла в 25-ти фильмах и телесериалах.
В 1988 году Ли снялась в телефильме «Потерянная невинность» (Shattered Innocence), основанном на жизни, карьере и самоубийстве актрисы фильмов для взрослых Шоны Грант. В 1999 году отошла от актёрской деятельности и переехала в Бербанк, где проживает в настоящее время, работая художником и скульптором.

## Личная жизнь
С 21 июня 1995 года Джонна замужем за Кевином Деннисом. У супругов есть двое детей — сын Килан Деннис и дочь.
Согласно её странице на Facebook, Джонна была отличницей 1994 года и произносила прощальную речь в Колледже искусств и дизайна Отиса и закончила Клэрмонтский университет в 1996 году. Позднее работала президентом компании War Angel, Inc. в Бербанке, но эта корпорация была расформирована.

## Избранная фильмография
| Год       |   | Русское название      | Оригинальное название | Роль                                   |
| --------- | - | --------------------- | --------------------- | -------------------------------------- |
| 1983      | с | Ти Джей Хукер         | T. J. Hooker          | Лиза                                   |
| 1983      | ф | Женщины за решёткой   | Chained Heat          | Сьюзи                                  |
| 1983      | с | Другой мир            | Another World         | Лиза                                   |
| 1986      | с | Воздушный волк        | Airwolf               | Рейни Дженнингс                        |
| 1986      | ф | Чудовище в шкафу      | Monster in the Closet | девушка из женского сообщества Мэри Лу |
| 1987      | с | Семейные узы          | Family Ties           | Тэмми Окан                             |
| 1987—1990 | с | Она написала убийство | Murder, She Wrote     | Салли Энн Кармайкл/Маргарет Гейбл      |

## Телевидение
- T.J. Hooker (1 эпизод, 1983)
- Lottery! (1 эпизод, 1983)
- Quarterback Princess (1983)
- Another World (Неизвестные эпизоды, 1983)
- Otherworld (8 episodes, 1985)
- Hail to the Chief (1 эпизод, 1985)
- The Midnight Hour (1985)
- Hardcastle and McCormick (1 эпизод, 1985)
- Airwolf (1 эпизод, 1986)
- Growing Pains (1 эпизод, 1986)
- The New Mike Hammer (1 эпизод, 1987)
- Family Ties (1 эпизод, 1987)
- Silver Spoons (1 эпизод, 1987)
- Valerie (1 эпизод, 1988)
- Shattered Innocence (1988)
- Murder, She Wrote (2 эпизода, 1987–1990)